# Stechlin
Stechlin es un municipio situado en el distrito de Alto Havel, en el estado federado de Brandeburgo (Alemania), a una altitud de 80 metros. Su población a finales de 2016 era de 1200 habs. y su densidad poblacional, 14 hab/km².